# Culli
Culli, auch Culle, Kulyi, Ilinga oder Linga war eine indigene Sprache, die in den Anden Nord-Perus in der ganzen Region La Libertad, im Süden von Cajamarca (Provinz Cajabamba) und im Norden von Ancash (Provinz Pallasca) gesprochen wurde und Anfang des 20. Jahrhunderts ausstarb.

## Geschichte
Das wichtigste kulturelle Zentrum der cullisprachigen Region zur Zeit der Conquista war Huamachuco, wo die Schöpfergottheit Ataguju und der Donnergott Catequil auch noch unter der Fremdherrschaft der Inka angebetet wurden. Die Sprachbezeichnung Culli ist erstmals 1638 bezeugt. Die Sprache ist durch einige kleine Wortlisten bezeugt, von denen die längste vom Bischof Baltasar Jaime Martínez Compañón Ende des 18. Jahrhunderts beigesteuert wurde. In seinem früheren geographischen Verbreitungsgebiet ist das Culli durch zahlreiche meist zweiteilige Ortsnamen belegt. Darüber hinaus geben regional ins Spanische sowie ins Cajamarca-Quechua entlehnte Wörter und Phrasen, die in der Region bis heute in Gebrauch sind, weitere Rückschlüsse auf die Sprache.

## Wortschatz
Ähnlich wie das Quechua und Aymara besaß das Culli möglicherweise ein 3-Vokal-System, wobei o und e als Allophone von u und i wahrscheinlich neben einem stimmlosen uvularen Plosiv auftraten, der von Martínez Compañón mit einem „č“ wiedergegeben worden sein könnte. Unter anderem durch Ortsnamen sind eine Reihe Komposita bekannt. Wie in anderen andinen Sprachen (und auch im Deutschen) steht das Determinatum hinter dem Determinans. Der tschechoslowakische Linguist Čestmír Loukotka schöpfte überwiegend aus dem Vokabular von Martínez Compañón:
- ahhi – Frau
- coñ – Wasser
- čollapù – Tod

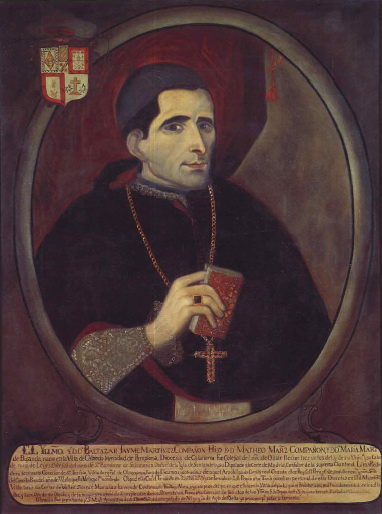
Ein Vokabular von Baltasar Jaime Martínez Compañón mit 43 Wörtern ist die wichtigste Quelle für den überlieferten Wortschatz des Culli.

- challua – Fisch (wohl aus dem Quechua challwa)
- chu – Kopf
- chuko – Erde, Boden
- chukuáll – Herz
- gorán – Fluss
- kankiù – lachen
- keda – See
- kinù – Vater
- koñ, goñ – Wasser
- kumú – trinken
- mú – Feuer
- múñ – Mond
- tay – Berg
- urú – Baum
- usú – Mensch

## Klassifikation
Nach bisherigen Erkenntnissen hat Culli keine nähere Verwandtschaft mit irgendeiner lebenden oder anderen hinreichend dokumentierten Sprache.